# Championnats du monde de cyclo-cross 2016
Navigation
Édition précédente Édition suivante
Les Championnats du monde de cyclo-cross 2016 sont la 67e édition des championnats du monde de cyclo-cross. Ils se déroulent à Heusden-Zolder, en Belgique. Pour la première fois, une épreuve réservée aux « Jeunes Femmes », regroupant les concurrentes âgées de 17 à 22 ans, fait son apparition aux mondiaux. La catégorie porte le nom officiel de « Femmes Moins de 23 ans ».

## Organisation
Les championnats du monde sont organisés sous l'égide de l'Union cycliste internationale. C'est la troisième fois après 1970 et 2002, que le circuit automobile de Zolder accueille les mondiaux de cyclo-cross.

## Dopage mécanique
Le 30 janvier, lors de l'épreuve féminine des moins de 23 ans, l'UCI déclare avoir conservé pour de plus amples examens un vélo d'une concurrente, dans le cadre de son règlement sur la fraude technologique. En effet, le vélo de la Belge Femke Van den Driessche, qui a abandonné la course sur incident mécanique, est conservé pour enquête. Van den Driessche déclare avoir pris le départ par erreur de la course avec le vélo motorisé, qui appartenait en fait à un de ses amis.

## Anecdotes de course
- Lors de la course espoirs, alors qu'il reste un tour à couvrir, le tchèque Adam Toupalik lève les bras pensant avoir gagné, devant les concurrents belges Eli Iserbyt et Quinten Hermans. Il relève son effort, et met un temps à s'apercevoir qu'il lui reste un tour à parcourir, perdant donc de précieuses secondes. Malgré tout il réussit dans l'ultime boucle à repasser en tête, mais est cette fois battu au sprint par Eli Iserbyt[6].

- Lors de la course des élites hommes, alors que huit crossmen sont en tête, peu après la mi-course, Mathieu van der Poel est auteur d'une glissade, déchausse, coinçant son pied dans les rayons de la roue avant de Wout van Aert. Les deux favoris sont donc stoppés, mettant de nombreuses secondes à se démêler. Cette perte de temps sera fatale au Néerlandais mais le Belge, quant à lui, trouvera la force de revenir en tête pour s'imposer[7].

- À la suite de l'incident précédemment cité, entre Mathieu van der Poel et Wout van Aert, alors en deuxième et troisième positions, c'est le Néerlandais Lars van der Haar qui s'envolait seul durant quelques minutes. Cela a provoqué des huées du public belge, van der Haar étant victime de crachats et de jets de bière. Le français Clément Venturini a également indiqué avoir été témoin de comportements peu fair-play à l'égard de Mathieu van der Poel, tout comme Steve Chainel qui a dénoncé le chauvinisme du public belge. Ces débordements ont été condamnés par la Royale ligue vélocipédique belge, ainsi que par Sven Nys et le nouveau champion du monde Wout van Aert[8].

- Sven Nys disputait son dernier championnat du monde, lui qui a été sacré à deux reprises (2005 et 2013). Il fait ses adieux devant son public en signant une honorable 4e place[9].

## Résultats

### Hommes
| Épreuves        | Or            | Argent            | Bronze          |
| --------------- | ------------- | ----------------- | --------------- |
| Élites          | Wout van Aert | Lars van der Haar | Kevin Pauwels   |
| Moins de 23 ans | Eli Iserbyt   | Adam Toupalik     | Quinten Hermans |
| Juniors         | Jens Dekker   | Mickaël Crispin   | Thomas Bonnet   |

### Femmes
| Épreuves        | Or              | Argent         | Bronze          |
| --------------- | --------------- | -------------- | --------------- |
| Élites          | Thalita de Jong | Caroline Mani  | Sanne Cant      |
| Moins de 23 ans | Evie Richards   | Nikola Noskova | Maud Kaptheijns |

## Classements

### Course masculine
| Pos                                | Cycliste               | Pays               | Temps           |
| ---------------------------------- | ---------------------- | ------------------ | --------------- |
|                                    | Wout van Aert          | Belgique           | 1 h 05 min 52 s |
| Médaille d'argent, Coupe du Monde  | Lars van der Haar      | Pays-Bas           | + 5 s           |
| Médaille de bronze, Coupe du Monde | Kevin Pauwels          | Belgique           | + 35 s          |
| 4.                                 | Sven Nys               | Belgique           | + 39 s          |
| 5.                                 | Mathieu van der Poel   | Pays-Bas           | + 47 s          |
| 6.                                 | David van der Poel     | Pays-Bas           | + 1 min 03 s    |
| 7.                                 | Laurens Sweeck         | Belgique           | + 1 min 11 s    |
| 8.                                 | Tom Meeusen            | Belgique           | + 1 min 23 s    |
| 9.                                 | Radomir Simunek jr.    | République tchèque | + 1 min 37 s    |
| 10.                                | Marcel Meisen          | Allemagne          | + 1 min 43 s    |
| 11.                                | Clément Venturini      | France             | + 2 min 01 s    |
| 12.                                | Michael Vanthourenhout | Belgique           | + 2 min 15 s    |
| 13.                                | Stan Godrie            | Pays-Bas           | + 2 min 28 s    |
| 14.                                | Lars Boom              | Pays-Bas           | + 2 min 37 s    |
| 15.                                | Francis Mourey         | France             | + 2 min 43 s    |
| 16.                                | Michael Boros          | République tchèque | + 2 min 46 s    |
| 17.                                | Thijs van Amerongen    | Pays-Bas           | + 2 min 46 s    |
| 18.                                | Corné van Kessel       | Pays-Bas           | + 2 min 50 s    |
| 19.                                | Philipp Walsleben      | Allemagne          | + 3 min 00 s    |
| 20.                                | Steve Chainel          | France             | + 3 min 08 s    |

### Course masculine des moins de 23 ans
| Pos                                | Cycliste         | Pays               | Temps        |
| ---------------------------------- | ---------------- | ------------------ | ------------ |
|                                    | Eli Iserbyt      | Belgique           | 51 min 18 s  |
| Médaille d'argent, Coupe du Monde  | Adam Ťoupalík    | République tchèque | + 1 s        |
| Médaille de bronze, Coupe du Monde | Quinten Hermans  | Belgique           | + 5 s        |
| 4.                                 | Thijs Aerts      | Belgique           | + 11 s       |
| 5.                                 | Clément Russo    | France             | + 12 s       |
| 6.                                 | Felipe Orts      | Espagne            | + 15 s       |
| 7.                                 | Gioele Bertolini | Italie             | + 15 s       |
| 8.                                 | Martijn Budding  | Pays-Bas           | + 24 s       |
| 9.                                 | Sieben Wouters   | Pays-Bas           | + 29 s       |
| 10.                                | Daan Soete       | Belgique           | + 1 min 07 s |

### Course masculine des juniors
| Pos                                | Cycliste         | Pays            | Temps        |
| ---------------------------------- | ---------------- | --------------- | ------------ |
|                                    | Jens Dekker      | Pays-Bas        | 43 min 05 s  |
| Médaille d'argent, Coupe du Monde  | Mickaël Crispin  | France          | + 35 s       |
| Médaille de bronze, Coupe du Monde | Thomas Bonnet    | France          | + 1 min 00 s |
| 4.                                 | Kevin Kuhn       | Suisse          | + 1 min 17 s |
| 5.                                 | Thomas Pidcock   | Grande-Bretagne | + 1 min 22 s |
| 6.                                 | Jakob Dorigoni   | Italie          | + 1 min 27 s |
| 7.                                 | Jappe Jaspers    | Belgique        | + 1 min 32 s |
| 8.                                 | Ivan Feijoo      | Espagne         | + 1 min 34 s |
| 9.                                 | Matthieu Legrand | France          | + 1 min 38 s |
| 10.                                | Niklas Märkl     | Allemagne       | + 1 min 39 s |

### Course féminine
| Pos                                | Cycliste          | Pays            | Temps        |
| ---------------------------------- | ----------------- | --------------- | ------------ |
|                                    | Thalita de Jong   | Pays-Bas        | 41 min 03 s  |
| Médaille d'argent, Coupe du Monde  | Caroline Mani     | France          | + 14 s       |
| Médaille de bronze, Coupe du Monde | Sanne Cant        | Belgique        | + 24 s       |
| 4.                                 | Sophie de Boer    | Pays-Bas        | + 24 s       |
| 5.                                 | Nikki Harris      | Grande-Bretagne | + 32 s       |
| 6.                                 | Sabrina Stultiens | Pays-Bas        | + 36 s       |
| 7.                                 | Eva Lechner       | Italie          | + 46 s       |
| 8.                                 | Kaitlin Antonneau | États-Unis      | + 1 min 12 s |
| 9.                                 | Christine Majerus | Luxembourg      | + 1 min 25 s |
| 10.                                | Sanne van Paassen | Pays-Bas        | + 1 min 44 s |

### Course féminine des moins de 23 ans
| Pos                                | Cycliste            | Pays               | Temps        |
| ---------------------------------- | ------------------- | ------------------ | ------------ |
|                                    | Evie Richards       | Grande-Bretagne    | 41 min 34 s  |
| Médaille d'argent, Coupe du Monde  | Nikola Noskova      | République tchèque | + 35 s       |
| Médaille de bronze, Coupe du Monde | Maud Kaptheijns     | Pays-Bas           | + 47 s       |
| 4.                                 | Sina Frei           | Suisse             | + 53 s       |
| 5.                                 | Nadja Heigl         | Autriche           | + 1 min 30 s |
| 6.                                 | Ellen Noble         | États-Unis         | + 1 min 42 s |
| 7.                                 | Alice Maria Arzuffi | Italie             | + 1 min 47 s |
| 8.                                 | Juliette Labous     | France             | + 1 min 50 s |
| 9.                                 | Alice Barnes        | Grande-Bretagne    | + 2 min 01 s |
| 10.                                | Jessica Lambracht   | Allemagne          | + 2 min 22 s |

## Liste des participants

### Élites hommes
| Pays-Bas | Belgique | Suisse |
| - 1. Mathieu van der Poel - 2. Lars van der Haar - 3. Corné van Kessel - 4. Thijs van Amerongen - 5. David van der Poel - 6. Stan Godrie - 7. Niels Wubben - 8. Lars Boom | - 10. Wout van Aert - 11. Kevin Pauwels - 12. Sven Nys - 13. Laurens Sweeck - 14. Tom Meeusen - 15. Michael Vanthourenhout - 16. Tim Merlier    | - 20. Julien Taramarcaz - 21. Simon Zahner - 22. Lukas Winterberg - 23. Severin Sägesser - 24. Lars Forster |
| République tchèque | États-Unis | Slovaquie                                                                                                   |
| - 26. Michael Boroš - 27. Radomír Šimůnek - 28. Lubomír Petruš - 29. Matěj Lasák                                                                                          | - 30. Jeremy Powers - 31. Stephen Hyde - 32. Travis Livermon - 33. Allen Krughoff - 34. Anthony Clark - 35. Jeremy Durrin - 36. Yannick Eckmann | - 37. Martin Haring                                                                                         |
| Canada | Allemagne | France |
| - 38. Michael van den Ham - 39. Jeremy Martin - 40. Aaron Schooler - 41. Mark McConnell - 42. Cameron Jette                                                               | - 43. Marcel Meisen - 44. Philipp Walsleben - 45. Sascha Weber                                                                                  | - 47. Clément Venturini - 48. Francis Mourey - 49. Steve Chainel                                            |
| Pologne | Espagne | Japon |
| - 50. Mariusz Gil | - 51. Javier Ruiz de Larrinaga Ibañez - 52. Ismael Esteban Aguado                                                                               | - 53. Yu Takenouchi - 54. Hikaru Kosaka                                                                     |
| Australie | Royaume-Uni | Danemark |
| - 55. Chris Jongewaard - 56. Garry Millburn | - 57. Ian Field - 58. Liam Killeen - 59. Jack Clarkson - 60. David Fletcher                                                                     | - 61. Kenneth Hansen                                                                                        |
| Autriche | Nouvelle-Zélande | Luxembourg                                                                                                  |
| - 62. Karl Heinz Gollinger - 63. Philipp Heigl | - 64. Angus Edmond | - 65. Gusty Bausch - 66. Christian Helmig - 67. Vincent Dias Dos Santos                                     |
| Suède | Norvège | |
| - 68. Martin Eriksson | - 69. Fredrik Haraldseth | |

### Moins de 23 ans hommes
| Belgique | Pays-Bas | République tchèque                                                                                                   |
| - 2. Eli Iserbyt - 3. Quinten Hermans - 4. Daan Hoeyberghs - 5. Daan Soete - 6. Thijs Aerts - 7. Nicolas Cleppe - 8. Yannick Peeters | - 11. Joris Nieuwenhuis - 12. Martijn Budding - 13. Sieben Wouters - 14. Gosse van der Meer - 15. Maik van der Heijden | - 17. Adam Ťoupalík - 18. Adrian Šírek - 19. Stephan Schubert                                                        |
| France | Suisse | États-Unis |
| - 20. Clément Russo - 21. Lucas Dubau - 22. Joshua Dubau - 23. Yan Gras - 24. Mathieu Morichon                                       | - 27. Timon Rüegg - 28. Johan Jacobs                                                                                   | - 29. Curtis White - 30. Logan Owen - 31. Tobin Ortenblad - 32. Andrew Dillman - 33. Scott Smith - 34. Grant Ellwood |
| Royaume-Uni | Italie | Espagne |
| - 35. Nicholas Barnes | - 36. Gioele Bertolini - 37. Nadir Colledani - 38. Stefano Sala                                                        | - 39. Felipe Orts - 40. Kevin Suárez Fernández                                                                       |
| Allemagne | Pologne | Japon |
| - 41. Felix Drumm - 42. Max Lindenau - 43. Yannick Gruner                                                                            | - 46. Marceli Bogusławski - 47. Bartosz Mikler                                                                         | - 48. Toki Sawada |
| Danemark | Slovaquie | Suède |
| - 49. Simon Andreassen | - 50. Ondrej Glajza - 51. Šimon Vozár - 52. Matej Ulik                                                                 | - 53. Henrik Jansson - 54. David Eriksson - 55. Dennis Wahlqvist                                                     |
| Australie | Canada | Luxembourg |
| - 56. Christopher Aitken - 57. Nicholas Smith                                                                                        | - 58. Isaac Niles - 59. Trevor O'Donnell                                                                               | - 60. Luc Turchi - 61. Tom Rees                                                                                      |
| Irlande | Norvège | |
| - 62. David Montgomery | - 63. Ola Jorde | |

### Juniors hommes
| Danemark | Pays-Bas | Italie |
| - 2. Christian Storgaard - 3. Andreas Lund Andresen - 4. Carl Sørensen                                                   | - 5. Jens Dekker - 6. Mitch Groot - 7. Thijs Wolsink - 8. Marino Noordam - 9. Thymen Arensman                | - 11. Jakob Dorigoni - 12. Antonio Folcarelli - 13. Michele Bassani - 14. Edoardo Xillo - 15. Andrea Pozzato |
| États-Unis | Belgique | France |
| - 17. Gage Hecht - 18. Spencer Petrov - 19. Eric Brunner - 20. Cameron Beard - 21. Denzel Stephenson - 22. Michael Owens | - 23. Jappe Jaspers - 24. Seppe Rombouts - 25. Toon Vandebosch - 26. Florian Vermeersch - 27. Alessio Dhoore | - 31. Tanguy Turgis - 32. Mickaël Crispin - 33. Thomas Bonnet - 34. Matthieu Legrand - 35. Quentin Navarro   |
| Royaume-Uni | Espagne | Suisse |
| - 39. Mark Donovan - 40. Thomas Pidcock - 41. Daniel Tulett - 42. William Gascoyne - 43. Ben Turner                      | - 45. Jokin Alberdi - 46. Iván Feijoo Alberte - 47. Jofre Cullell Estape - 48. Richard Brun                  | - 49. Kevin Kuhn - 50. Mauro Schmid                                                                          |
| Allemagne | République tchèque                                                                                           | Slovaquie |
| - 51. Maximilian Möbis - 52. Paul Rudolph - 53. Niklas Märkl                                                             | - 55. Václav Sirůček - 56. Jan Gavenda - 57. Jan Novák - 58. David Honzák - 59. David Jarý                   | - 60. Jan Gajdošík                                                                                           |
| Canada | Pologne | Australie |
| - 61. Quinton Disera - 62. Gunnar Holmgren - 63. Brody Sanderson                                                         | - 64. Tomasz Rzeszutek                                                                                       | - 66. Ben Walkerden - 67. Noah Barrow                                                                        |
| Luxembourg | Japon | Suède |
| - 68. Michel Ries - 69. Felix Keiser - 70. Ken Conter - 71. Misch Leyder - 72. Noah Fries                                | - 74. Hijiri Oda                                                                                             | - 75. Ted Pettersson - 76. Jack Kok                                                                          |
| Hongrie | Irlande | Norvège |
| - 77. Gergő Orosz - 78. Ferenc Szöllősi                                                                                  | - 79. David Conroy                                                                                           | - 80. Håkon Aalrust                                                                                          |

### Élites femmes
| France                                  | Belgique | Pays-Bas |
| - 2. Caroline Mani                      | - 3. Sanne Cant - 4. Ellen Van Loy - 5. Jolien Verschueren - 6. Loes Sels - 7. Joyce Vanderbeken - 8. Karen Verhestraeten | - 9. Sophie de Boer - 10. Sanne van Paassen - 11. Thalita de Jong - 12. Sabrina Stultiens                                           |
| Royaume-Uni                             | République tchèque | États-Unis |
| - 14. Nikki Harris - 15. Helen Wyman    | - 16. Pavla Havlíková - 17. Martina Mikulaskova                                                                           | - 18. Katherine Compton - 19. Kaitlin Antonneau - 20. Amanda Miller - 21. Crystal Anthony - 22. Meredith Miller - 23. Elle Anderson |
| Italie                                  | Allemagne | Espagne |
| - 24. Eva Lechner - 25. Alessia Bulleri | - 27. Elisabeth Brandau                                                                                                   | - 28. Aida Nuño Palacio - 29. Lucia González Blanco                                                                                 |
| Slovaquie                               | Pologne | Luxembourg |
| - 30. Janka Keseg Števková              | - 31. Olga Wasiuk | - 33. Christine Majerus |
| Canada                                  | Suède | Argentine |
| - 34. Mical Dyck                        | - 35. Asa Maria Erlandsson - 36. Angelica Edvardsson                                                                      | - 37. Carolina Gómez |
| Japon                                   | Australie | Suisse |
| - 38. Eri Yonamine                      | - 39. Lisa Jacobs - 40. Josie Simpson - 41. Therese Rhodes - 42. Natalie Redmond                                          | - 43. Lise-Marie Henzelin |

### Moins de 23 ans femmes
| France                                                                                              | Belgique                                                                             | Pays-Bas                                                                                                  |
| - 2. Juliette Labous - 3. Maëlle Grossetête - 4. Évita Muzic                                        | - 5. Femke Van den Driessche - 6. Laura Verdonschot - 7. Shana Maes - 8. Joyce Heyns | - 9. Maud Kaptheijns - 10. Esmée Oosterman - 11. Fleur Nagengast - 12. Lizzy Witlox - 13. Ceylin Alvarado |
| Royaume-Uni                                                                                         | République tchèque                                                                   | États-Unis                                                                                                |
| - 17. Hannah Payton - 18. Bethany Crumpton - 19. Evie Richards - 20. Ffion James - 21. Alice Barnes | - 23. Nikola Nosková - 24. Denisa Lukešová - 25. Denisa Minaříková-Švecová           | - 26. Ellen Noble - 27. Laurel Rathbun - 28. Allison Arensman - 29. Hannah Arensman - 30. Emma Swartz     |
| Italie                                                                                              | Allemagne                                                                            | Espagne                                                                                                   |
| - 31. Alice Maria Arzuffi - 32. Chiara Teocchi - 33. Sara Casasola - 34. Francesca Baroni           | - 35. Jessica Lambracht                                                              | - 36. Alicia González Blanco - 37. Alba Teruel Ribes                                                      |
| Pologne                                                                                             | Luxembourg                                                                           | Canada |
| - 38. Rita Malinkiewicz                                                                             | - 40. Edie Antonia Rees                                                              | - 41. Ruby West - 42. Maggie Coles-Lyster                                                                 |
| Autriche                                                                                            | Argentine                                                                            | Japon |
| - 43. Nadja Heigl                                                                                   | - 44. Sofia Gomez-Villafañe                                                          | - 45. Kiyoka Sakaguchi                                                                                    |
| Australie                                                                                           | Danemark                                                                             | Suisse |
| - 46. Stacey Riedel                                                                                 | - 47. Caroline Bohé                                                                  | - 48. Sina Frei                                                                                           |
| Norvège                                                                                             |                                                                                      | |
| - 49. Tiril Mohr                                                                                    |                                                                                      | |

## Tableau des médailles
| Rang  | Nation          | Or | Argent | Bronze | Total |
| ----- | --------------- | -- | ------ | ------ | ----- |
| 1     | Pays-Bas        | 2  | 1      | 1      | 4     |
| 2     | Belgique        | 2  | 0      | 3      | 5     |
| 3     | Grande-Bretagne | 1  | 0      | 0      | 1     |
| 4     | France          | 0  | 2      | 1      | 3     |
| 5     | Tchéquie        | 0  | 2      | 0      | 2     |
| Total | Total           | 5  | 5      | 5      | 15    |

## Diffusions
Liste des diffuseurs officiels :
- beIN Sports : Andorre, France, Madagascar, Maurice, Monaco, Département et région d'outre-mer, Moyen-Orient
- Globosat : Brésil
- NOS : Pays-Bas
- Rogers Sportsnet : Australie
- RTBF : Belgique
- TV2 : Norvège
- Universal : USA
- Viasat : Danemark, Estonie, Lettonie, Finlande, Lituanie, Suède
- VRT : Belgique
- SNTV : monde
- Perform : monde
- YouTube - UCIchannel : pays de bénéfiant pas de retransmission TV